# Стегниківці (зупинний пункт)
Стегникі́вці — пасажирський залізничний зупинний пункт Тернопільської дирекції Львівської залізниці.
Розташований біля присадибних ділянок та неподалік від села Стегниківці, Тернопільський район Тернопільської області на лінії Тернопіль — Ланівці між станціями Тернопіль (16 км) та Збараж (8 км).
Станом на травень 2019 року щодня дві пари дизель-потягів прямують за напрямком Ланівці — Тернопіль-Пасажирський.